# Underwood (Iowa)
Underwood é uma cidade localizada no estado americano de Iowa, no Condado de Pottawattamie.

## Demografia
Segundo o censo americano de 2000, a sua população era de 688 habitantes.
Em 2006, foi estimada uma população de 835, um aumento de 147 (21.4%).

## Geografia
De acordo com o United States Census Bureau tem uma área de
0,9 km², dos quais 0,9 km² cobertos por terra e 0,0 km² cobertos por água. Underwood localiza-se a aproximadamente 326 m acima do nível do mar.

## Localidades na vizinhança
O diagrama seguinte representa as localidades num raio de 20 km ao redor de Underwood.